# Ragnar Sundén
Ragnar Otto Sundén, född 22 januari 1907 i Umeå, död 29 januari 1985 i Leksand, var en svensk ämbetsman och företagsledare.
Sundén tog en juris kandidat-examen och arbetade tre år vid finansdepartementet innan han i februari 1939 kom till det nystartade Industriens Utredningsinstitut (IUI) som assistent. När IUI:s förste chef lämnade sin post i juli 1940 tog Sundén över under perioden 1940–1941. I september 1941 lämnade han IUI för att bli statssekreterare vid ecklesiastikdepartementet under statsrådet Gösta Bagge.
Sundén gjorde senare en karriär inom näringslivet och var bland annat verkställande direktör för Jernkontoret 1953–1973. Han invaldes 1970 som ledamot av Ingenjörsvetenskapsakademien. Ragnar Sundén är begravd på Leksands kyrkogård.